# Silent Hill: Origins
Silent Hill: Origins (укр. Мовчазний пагорб: Витоки, також Silent Hill Zero в Японії) — відеогра в жанрі survival horror для PlayStation Portable, п'ята частина в серії Silent Hill. Розроблено Climax Studios і видана Konami в листопаді 2007 року. У березні 2008 року була перевидана для PlayStation 2. Сюжетно є приквелом першої гри серії, описувані в ній події відбуваються за сім років до подій першої Silent Hill.

## Ігровий процес

Потойбічний туманний Сайлент-Гілл

Геймплей багато в чому залишився схожим з попередніми іграми серії. Гравець досліджує навколишнє середовище і місця дії, шукаючи ключі і підказки, щоб знайти Алессу і згадати своє минуле. Але є і суттєві зміни в ігровому процесі. Тепер ґеймплей багато в чому спирається на боротьбу з монстрами і розгадування головоломок. У грі є вогнепальна та холодна зброя. Також в ближньому бою можна використовувати різні побутові предмети, що є нововведенням. Якщо зброї немає, Тревіс може використовувати свої кулаки. Ще одна нова функція дозволяє гравцеві швидко перемикати зброю за допомогою D-Pad. Тревіс може повернути голову до предметів і підказкам, щоб повідомити гравцеві, що об'єкт може бути піднято. У грі використовується камера від третьої особи з переміщенням ракурсів. Для перевірки стану здоров'я Тревіса гравець повинен зайти в інвентар, так як у грі немає Head-Up Display. Однак, якщо здоров'я Тревіса в критичному стані, краї екрану почнуть пульсувати червоним кольором і чутно його серцебиття. У «альтернативну» реальність можна потрапити тільки за допомогою дзеркал, що зустрічаються в різних районах міста. В кінці гри відкриваються секретна зброя і бонусні костюми для Тревіса, в залежності від досягнень у грі.

## Сюжет
Проїжджаючи повз Сайлент-Гілл наперекір, Тревіс зупиняє свою вантажівку, щоб уникнути зіткнення з духом Алесси. Слідуючи за нею, він натрапляє на палаючий будинок в який він заходить. Піднімаючись на другий поверх, в середині приміщення знаходить справжню Алессу, яку спалювали під час ритуалу для імпрегнації культом свого бога, Тревіс бере її на руки і виносить з палаючого будинку. Втративши свідомість біля будинку під вій сирен, він приходить до тями в місті і вирішує дізнатися, чи вижила вона.Під час своєї подорожі Тревіс відновлює пригнічені спогади дитинства і бореться з монстроподібними формами своїх батьків.
Його мати була поміщена до місцевої психіатричної лікарні після спроби вбити його.
4 листопада 1959: Номер BA4545-10.
Коли я під'їхав до дому..., швидка допомога вже прибула на місце. Сусід — містер Браянт (перший, хто повідомив про інцидент) утримував місис [Хелен] поки санітари рятували життя дитини. Чоловік, містер [Річард], ще не повернувся з роботи.
Завдяки втручанню Браянта, газ був вимкнений, а будинок провітрений — втім, все одно залишився сильний запах, тому я порахував викликати пожежників в цілях безпеки.
Схоже, що місис [Хелен] намагалась отруїти газом себе та свого сина. Коли я заговорив з підозрюваною, місис [Хелен], вона не контролювала себе і була в люті.
Пацієнт: місіс [Хелен Грейди]
Спостереження: Стан місіс [Хелен] катастрофічно погіршився за останні  декілька місяців. Її фантазії про «задзеркалля» стали більш детальними і цілісними, вона все більше часу  проводить в катанонічних нападах. Вона стверджує що в цей час вона знаходиться в «потойбічному світі».
Його батько вчинив самогубство, не витримавши провини за те, що прирік свою дружину на таку долю.
| Ліві лапки | Альтернативний світ, палата інтенсивної терапії, 1-й поверх, біля дверей загальної палати номер 5 [голосовий уривок з минулого]: Хелен [мати Тревіса]: Я завжди ненавиділа тебе! Тебе та твого диявольського сина! ... Річард [батько Тревіса]:О Боже, Хелен. Моя мила, мила Хелен. | Праві лапки |

Примара,
адже ми можемо називати речи своїми іменами? Ми обидва знаємо, що те створіння у «Кедровому гаю» — це не ти. Ти померла в той день, коли намагалася вбити нашого сина.
Коли я сьогодні приніс тобі подарунок, а ти його розбила, я остаточно прозрів.
Всі ці роки я жив мріями, обманював себе думками про те, що ти видужаєш. Але Хелен, яку я любив, мертва. 
Я  марно намагаюсь згадати — стільки років по тому — наше з тобою весілля. Та не можу. Я втомився. Я знаю, що Тревіс впорається сам. Я збираюсь знову тебе побачити, Хелен.

Тревіс продовжує слідувати за духом Алесси, яка відмовляється з ним говорити, і поступово збирає частини невідомого пірамідоподібного об'єкта. Зібравши всі частини, він складає їх у Флаурос, — артефакт, який містить заточеного демона. Алесса використовувала Тревіса, щоб той, проходячи через призму власних страхів, допоміг їй звільнити свою ослабшу силу, щоб опиратися діям матері, яка мала намір використати дівчинку для пробудження бога. Дух Алесси використовує завершений Флаурос для збільшення своїх сил і звільнення себе від прокляття Далії, яке стримувало її здібності. Далія розкриває, що культ планує використати Алессу, щоб народити свого бога, після чого йде, щоб взяти участь у ритуалі.Тревіс прямує до місця проведення ритуалу культу і бачить його членів, включаючи Кауфмана, що оточують обгоріле тіло Алесси. Тревіс перемагає його, тим самим дозволяючи Алессі провести у виконання свій план.

### Кінцівки
Доступні три кінцівки:
- У «хорошій» кінцівці Алесса використовує Флаурос, щоб створити дитину з половиною своєї душі, зупинивши ритуал та перемігши демона, Тревіс біжить до вантажівки і залишає на ньому місто. За його діями далеко стежить Алесса, тримаючи в руці немовля — її другу частину душі. Діалоги розкривають, що головний герой першої гри, Гаррі Мейсон, і його дружина знаходять і удочеряють дитину, назвавши її Шеріл, тоді як Далія і Кауфман планують провести прокляття, щоб повернути іншу половину душі Алесси до міста, запускаючи події першої гри Silent Hill.[14]
- У «поганій» кінцівці Тревіс прокидається прив'язаним до каталки і йому вводять невідому речовину: він починає битися в конвульсіях і бачить серію видінь, в яких він вбиває двох людей, а його форма на мить змінюється на М'ясника. Для її отримання потрібно вбити не менш як 100 монстрів.[15]
- У «жартівливій» кінцівці Тревіс покидає місто разом з інопланетянином і собакою на непізнаному літаючому об'єкті. Для її отримання необхідно у другому проходженні знайти ключ від 502 кімнати готелю Riverside. Відкривши її, Тревіс зустрічає прибульців, які запрошують героя вирушити з ним у подорож, він приймає їхню пропозицію.[16]

### Сетинг та персонажі
Дія ведеться до першої частини Silent Hill, Silent Hill: Origins, розгортається за кілька років до події першої гри. Дія відбувається в однойменному, туманному та містечку на північному сході Сполучених Штатів. Місто характеризується «Іншим світом», надприродним місцем, з яким періодично стикаються головні герої серії. Найчастіше приймаючи форму міста, «Інший світ» змушує персонажів відчувати марення та різноманітні символи з їхньої не свідомості.
Тревіс Грейдідалекобійник з неспокійним минулим, який страждає від кошмарів.
Персонажі, які повернулися з першої частини:
Алесса Гілеспідівчинка, яка володіє надприродними здібностями.
Ліза Гарлендінтерн-медсестра, яка має наркозалежність і мріє стати актрисою.
Майкл Кауфманбезпосередньо пов'язаний з наркотичними речовинами, що поширюються між туристами та жителями міста, одна з яких – Ліза Гарленд.
Далія Гіллеспівідповідальна за більшість жахливих подій, що відбулися в Сайлент-Гіллі.  Далія є лідером і жрицею Ордену, культу, який шанує свого власного Бога і присвяченого ідеї його народження.

### Боси та Флаурос
1. Упокорений
Перша битва с босом відбувається в лікарні. Упокорений має дві атаки: токсичний плювок та обхват ногами головного героя після цього він плює на його кислотною жижею. Свою назву він отримав невипадково. Він повністю покритий власною шкірою, а його рухи виглядають так, ніби він у смиренній сорочці. Після бою Тревіс підіймає першу частину Флауроса під назвою "Майбутнє". Несподівано для Тревіса з'являється Алесса, та Тревіс втрачає свідомість під вій сирен. Прокинеться в фойє лікарні. Також «Упокорені» стануть стандартними ворогами на вулицях та в будинках Сайлент Гілла.
2. Хелен Грейди
| Ліві лапки | Я не мертва. Зачинена! З очей геть, з серця геть. Але я не мертва. Я попросила їх привести сюди мого хлопчика. Іди сюди, синку... Дай матусі подивитись на тебе! —Монстроподібна форма Хелен спілкується зі своїм сином, - Тревісом перед боєм. | Праві лапки |

Санаторій. Хелен звисає зі стелі в сталевому дзвіночку. За стійок дзвіночка виходять шипи та вістря, також вона атакує отруйним газом. Після бою Тревіс підіймає другу частину Флауроса під назвою "Минуле". З'являється Алесса і Тревіс втрачає свідомість під вій сирен. Прокинеться в фойє лікарні.
3. Калібан
Зустріч цього боса відбувається в театрі Арто. Сам Калібан величезний, але повільний. Йому потрібно багато часу, щоб виконати одну зі своїх атак. Якщо він знаходиться близько від головного героя, він нападе  піднявши свої дві потужні задні лапи та спробує розтоптати Тревіса, тому важливо триматися на відстані від нього, якщо Тревіс знаходиться на відстані, він кинеться на головного героя своїм різким випадом і потужним тараном, який він проводить після того, як відходить назад. Після бою Тревіс підіймає третю частину Флауроса під назвою "Брехня". З'являється Алесса, яка б'є ногою вбитого Калібана який налякав її. Тревіс втрачає свідомість під вій сирен. Прокидається в фойє театру. «Калібани» стануть звичайними ворогами після бою та будуть зустрічатися на вулицях Сайлент Гілла та в готелі Riverside.. 
4. М'ясник
Цього монстра Тревіс зустрічає на кухні готелю. Але перша зустріч із ним була вже раніше у м'ясній лавці, де М'ясник проткнув тесаком медсестру (теж монстр). Сам М'ясник відносно повільний, але робить великі кроки й тому він залишається небезпечним. Якщо М'ясник підійде до Тревіса надто близько, він або схопить його, або замахнеться своїм тесаком. Тому ближній бій не рекомендується. Після бою Тревіс заходить в столову де знаходить передсмертну записку свого батька - Річарда Грейди.
5. Річард Грейди
| Ліві лапки | Я не сплю, синку. Ти знав, що я не сплю. Чому ти так довго стояв? Це було неправильно. Це було нездорово, синку. Настав час тобі зрозуміти що сталося. Твоя мати і я... ми побачимося з тобою на небесах, синку. —Привид Річарда звертається до Тревіса перед початком бою | Праві лапки |

Готель Riverside, номер 506. Кімната не така вже й велика, тому у Тревіса не буде можливості дотримуватися дистанції. Середня частина монстра кілька разів плює своєю рідиною. Також є щупальця, від яких головному герою доведеться рятуватися за допомогою QTE, якщо схоплять. Після бою Тревіс підіймає четверту частину Флауроса під назвою "Істина". Тревіс тримаючи частину в руці кличе Алессу, яка появляється за його спиною, він починає на неї наїжджати після чого під вій сирен втрачає свідомість.
Прокинувшись в кімнаті лікарні Алкеміла Тревіс підбирає п'яту - останню частину Флауроса під назвою "Справжнє". Далі Тревіс збирає Флаурос воєдино, після чого Алесса появляється в справжньому світі.
Алесса занурює Сайлент Гілл в альтернативний світ. Опинившись у місті який занурений пітьмою, Тревіс знаходить «дитячу карту» яка веде до антикварної лавки з першої частини гри. Коли Тревіс прийшов на місце проведення ритуалу, - Кауфман усипляє Тревіса і він опиняється в кошмарі Алесси де Тревісу доведеться битися з останнім босом гри, демоном, на ім'я Самаєль.
6. Самаєль
Зустрічається в кошмарі Алесси. Якщо він підніметься і його руки загоряться, зверху посиплються вогняні кулі. Ви можете точно побачити, куди вони впадуть. Однак уникнути складно. Якщо Тревіса вдарить один, потім зазвичай вдаряє ще двоє чи троє. Якщо демон різко відкинеться назад, його тіло почне світитися, він буде випускати сильний промінь світла або вогонь. У ближньому бою він замахнеться на Тревіса рукою. Коли Самаєль буде остаточно переможений, буде кінцівка залежно від того як гравець проходив гру.

## Розробка

Концепт-арт М'ясника

На E3 2006, було оголошено, що відеогра розробляється командою розробників Climax Group, у Лос-Анджелесі, а не Team Silent з Konami, яка розробляла попередні частини. Перші попередні превью гри показали відхід від вигляду від третьої особи, типового для серії Silent Hill, до кута камери в стилі Resident Evil 4, а також більший акцент на дії та боях, ніж у попередніх частинах серії. У попередньому превью у Тревіса було шість одиниць зброї, розподілених порівну між холодною та вогнепальною зброєю.Додаткові зміни включали лазерний приціл для пістолета та можливість для гравця барикадувати зони. At the time, the game was expected to be released in late 2006.
У той час очікувалося, що гра буде випущена в кінці 2006 року.
Проблеми з движком гри та «заплутане бачення гри на високому рівні» призвели до того, що Climax закрили свою студію в Лос-Анджелесі та перевели команду гри до студії Climax Action, у Великобританії, щоб забезпечити кінцевий продукт буде як писало інтернет-видання Eurogamer «більш жорстокою, цілеспрямованою грою, яка забезпечить фанатам той досвід, якого вони хочуть … досвід Silent Hill». Дата випуску також була перенесена зі зими 2006 року на 3/4 квартал 2007 року. Версія Origins, яку отримала команда розробників Великобританії, мала стати чорною комедією, натхненою американським телесеріалом Scrubs. Konami дозволила команді змінити гру за умови, що зміни будуть внесені в той самий бюджет і часові рамки. Сценарій, дизайн рівнів і монстрів були перероблені протягом тижня Семом Барлоу. Розробники навмисно відтворили аспекти ігрового процесу та атмосферу з першої частини. Монстри поводяться агресивніше, ніж у попередніх частинах, як повернення до першої гри. Пізніше превью показав, що гра суттєво змінилася та містить ігровий процес, який більше відповідає тому, що був у попередніх назвах серії. Зміни були добре сприйняті журналістами відеоігор.

### Музика
Випущена як Silent Hill Zero Original Soundtracks, була написана Акірою Ямаокою, який створив музику для попередніх ігор серії, і була випущена в Японії 25 січня 2008 року Konami Music Entertainment, Inc.Оскільки Origins є приквелом, Ямаока хотів наповнити його музикою атмосферою першої частини. Мері Елізабет МакГлін — вокал для чотирьох треків, для яких Джо Ромерса написав слова. Усі троє раніше працювали разом над музикою до четвертої частини гри.

### Критика
За словами Бена Швейцера, - рецензента від Square Enix Music Online: «Ямаока повернувся з музикою та склав цілісну партитуру, пов'язану більше з Silent Hill 3, ніж з її безпосереднім попередником. Багато композицій мають спільні елементи, такі як тяговий ритм, який з'являється у початковій пісні «Shot Down in Flames» і початок «Battle Drums». Пісня трип-хоп «O.R.T» залишається тихим протягом всього часу, тоді як «Blow Back» виглядає цілком інтегрованою з рештою музики в альбомі. Попри те, що його окремі треки можуть бути не такими виразними, як основні моменти інших музичних композицій Silent Hill, це чудово продуманий альбом».
Sputnikmusic пише що, «Звичайно, у Silent Hill: Origins є кілька видатних моментів: іспанський вплив гри на гітарі в пісні «Don't Abuse Me», або повзуча басова лінія, яка проривається крізь приглушений удар барабанів і ефірну електроніку пісні «Wrong Is Right». Але загалом ці нюанси не можуть приховати відчуття композитора, що вибирає ідеї з попередніх проєктів.
Це все ще добре зроблений саундтрек, але проблема виникає через відсутність відмінностей. Вперше в серії Silent Hill партитура не досліджує спектр, щоб розкрити власне звучання та індивідуальність. «Insecticide» i «Raw Power» намагаються виправити цю думку, але не відчувають себе повністю розвинутими, тому їм бракує витримки та тривожних архетипів, що повзають по шкірі, типової для музики Silent Hill. Вокальні виступи Мері часті та розтягнуті, їм бракує якісних зачіпок і запам'ятовування. Альбом переповнений буденною музикою, які більшість часу не відрізняються один від одного, тоді як вокальні треки позбавляються залученості. Це непогана платівка, просто шаблонна, що пропонує знайоме звучання, яке вже чули в останніх частин Silent Hill».
| Список треків | Список треків                                           | Список треків |
| #             | Назва                                                   | Тривалість    |
| ------------- | ------------------------------------------------------- | ------------- |
| 1.            | «Shot Down In Flames» (спільно з Мері Елізабет МакГлін) | 3:59          |
| 2.            | «Meltdown»                                              | 3:13          |
| 3.            | «Evil Appetite»                                         | 2:05          |
| 4.            | «Wrong Is Right»                                        | 2:25          |
| 5.            | «Not Tommorow 3»                                        | 1:42          |
| 6.            | «Monster Daddy»                                         | 2:26          |
| 7.            | «King Of Adiemus»                                       | 2:28          |
| 8.            | «Don't Abuse Me»                                        | 1:39          |
| 9.            | «Underworld 4»                                          | 3:06          |
| 10.           | «Acid Horse»                                            | 2:10          |
| 11.           | «O.R.T.» (спільно з Мері Елізабет МакГлін)              | 4:23          |
| 12.           | «Insecticide»                                           | 2:11          |
| 13.           | «Raw Power»                                             | 1:16          |
| 14.           | «A Million Miles»                                       | 1:31          |
| 15.           | «Battle Drums»                                          | 2:17          |
| 16.           | «The Wicked End»                                        | 2:17          |
| 17.           | «Blow Back» (спільно з Мері Елізабет МакГлін)           | 3:13          |
| 18.           | «Real Solution»                                         | 2:55          |
| 19.           | «The Healer»                                            | 2:52          |
| 20.           | «Snowblind»                                             | 2:00          |
| 21.           | «Behind the Wall of Sleep»                              | 2:19          |
| 22.           | «Drowning»                                              | 2:25          |
| 23.           | «Murder Song 'S'»                                       | 3:04          |
| 24.           | «Not Tomorrow 4»                                        | 2:15          |
| 25.           | «Theme of Sabre Dance»                                  | 1:33          |
| 26.           | «Hole In The Sky» (спільно з Мері Елізабет МакГлін)     | 4:10          |
| 1:05:54       |                                                         |               |

## Відгуки
| Агрегатор  | Оцінка                    |
| ---------- | ------------------------- |
| Metacritic | 78/100 (PSP) 70/100 (PS2) |

| Видання   | Оцінка                  |
| --------- | ----------------------- |
| 1Up.com   | B (PSP)                 |
| Eurogamer | 7/10 (PSP) 6/10 (PS2)   |
| GamePro   | 4.5/5 (PSP)             |
| GameSpot  | 6.5/10 (PSP) 6/10 (PS2) |
| GameSpy   | (PSP)                   |
| IGN       | 8/10 (PSP) 7/10 (PS2)   |
| PALGN     | 7/10 (PSP)              |

Більшість рецензій на Silent Hill: Origins були позитивними, його реліз на PSP отримав загальну оцінку 78 зі 100.
GameDaily, писав що Origins «вражаюче переносить усі елементи, які нам подобаються у франшизі Silent Hill, у портативний формат, який чудово працює». За словами Крістіна Ріда з Eurogamer: «Безсумнівно, пам'ятаючи про те, щоб залишатися вірними спадщині серії, Climax приділяє таку пильну увагу інгредієнтам перших трьох Silent Hill, що це, по суті, є невибагливою даниною їм». Заявляючи, що гра сподобається шанувальникам своєю історією, яка доповнює міфи серії, Game Informer додав: «На жаль, гра зайшла в щось на зразок колії більшості інших сфер, і менш фанатичні геймери не будуть настільки прощати її недоліки»
Рецензенти зустріли сюжетну лінію загалом неоднозначно. За словами Кевіна ВанОрда з GameSpot, передумова була не оригінальною та безпідставною, що погіршувало привабливість Тревіса як головного героя, хоча він відчував, що гра надала новий матеріал для аналізу фанатам. Веслі Їн-Пул з VideoGamer.com описав сюжетну лінію як «захопливу».
Критики вважають, що візуальний стиль був схожий на попередні частини Silent Hill. Насолоджуючись візуальними ефектами, Джефф Хейнс з IGN написав: «Від захаращених і заваляних мотлохом локацій до іржавих, наповненим хаосом двійників альтернативних вимірів, усе виглядає так, ніби його вилучили з однієї та з інших ігор і стисли до портативного комп'ютера». Рецензенти високо оцінили графіку, дизайн монстрів, детальні локації та атмосферу. Одна деякі рецензенти писали що моделі персонажів могли бути більш детальними.
Геймплей викликав різні реакції від «занурення» та «інтригуючого» до шаблонного. Загалом критики вважали головоломки складними та добре виконаними. Тривалість гри була визнана короткою, і рецензенти критикували відстань між точками збереження та відсутність контрольних точок.
Саундтрек часто хвалили як лякаючий і як частину привабливості гри. Офіційний журнал Playstation Official Magazine — UK зазначив: «Незважаючи на невеликий екран, Origins справляється навіть з кількома справжніми страхами, головним чином завдяки першокласному звуку: грати слід лише через навушники».
Порт PlayStation 2 не був так добре сприйнятий рецензентами, з нижчою сукупністю оцінкою 70 із 100, що вказує на «змішані або середні відгуки». Рецензенти вважали графіку перенесення не такою гарною, як у випуску PSP та інших частинах серії для PS2. І навпаки, рецензент GameZone написав, що, незважаючи на деякі технічні проблеми з графікою, візуальні ефекти порту були достатніми. Інші проблеми з портом, які критики коментують, включають відсутність ручного керування камерою, відсутність міні-карти чи загальної карти для більш складних областей і відсутність нового додаткового матеріалу для порту.